# Garbowiec (gromada)
Garbowiec (od 31 XII 1961 Przepiórów) – dawna gromada, czyli najmniejsza jednostka podziału terytorialnego Polskiej Rzeczypospolitej Ludowej w latach 1954–1972.
Gromady, z gromadzkimi radami narodowymi (GRN) jako organami władzy najniższego stopnia na wsi, funkcjonowały od reformy reorganizującej administrację wiejską przeprowadzonej jesienią 1954 do momentu ich zniesienia z dniem 1 stycznia 1973, tym samym wypierając organizację gminną w latach 1954–1972.
Gromadę Garbowiec z siedzibą GRN w Garbowcu (obecna nazwa to Garbowice) utworzono – jako jedną z 8759 gromad na obszarze Polski – w powiecie opatowskim w woj. kieleckim, na mocy uchwały nr 13f/54 WRN w Kielcach z dnia 29 września 1954. W skład jednostki weszły obszary dotychczasowych gromad Borków, Garbowiec, Mydłów i Boduszów (bez osiedla Brzeziny, osady młyńskiej Chrusty i wsi Kopiec) ze zniesionej gminy Iwaniska w powiecie opatowskim; ponadto z powiatu sandomierskiego: obszary dotychczasowych gromad Beradz i Płaczkowice ze zniesionej gminy Klimontów oraz obszar dotychczasowej gromady Łownica ze zniesionej gminy Lipnik. Dla gromady ustalono 23 członków gromadzkiej rady narodowej.
31 grudnia 1959 do gromady Garbowiec przyłączono wieś Kujawy, kolonię Kujawy i parcelację Albinów ze znoszonej gromady Ujazd.
Gromadę zniesiono 31 grudnia 1961 w związku z przeniesieniem siedziby GRN z Garbowca do Przepiórowa i przemianowaniem jednostki na gromada Przepiórów.